# あなたの思い出
「あなたの思い出」（あなたのおもいで）、ないし、「メモリーズ・オブ・ユー」英語: Memories of You）は、アンディー・ラザフ作詞、ユービー・ブレイク作曲による、1930年に発表された楽曲。

## 概要
この曲は、歌手ミント・カトー (Minto Cato) が、ブロードウェイのショー『Lew Leslie's Blackbirds of 1930』の中で初めて歌った。1930年中には、ルイ・アームストロングが、ライオネル・ハンプトンをフィーチャーしてこの曲を録音し、このバージョンはポピュラー音楽でヴィブラフォンが用いられたことが知られる最初の例となった。
伝記映画『ベニイ・グッドマン物語 (The Benny Goodman Story)』のためにフォー・コインズ (The Four Coins) が録音したバージョンは、1955年に『ビルボード』誌のチャートで22位まで浮上した。ロバート・ワイアットによるバージョンは、1982年にシングル「Shipbuilding」とのカップリングでリリースされ、1993年に再発されたCD『Mid-Eighties』にも収録された。
「ドク・セバリンセンとNBC楽団 (Doc Severinsen and the NBC Orchestra)」と通称されたトゥナイト・ショー・バンド (The Tonight Show Band) は、1992年5月22日の『The Tonight Show Starring Johnny Carson』の最終回において、この曲の感動的でメランコリーなインストゥルメンタルの演奏を披露した。この曲は、司会者ジョニー・カーソンのお気に入りで長年にわたってやり取りを重ねてきたゲストたちの姿を「スクラップブック」形式で5分間にわたって紹介するコーナーに流れた。

## おもなカバー・バージョン
- ルイ・アームストロング (1930年)
- ジ・インク・スポッツ (feat. Bill Kenny) (1939年)
- デューク・エリントン (1930年)
- エセル・ウォーターズ (Ethel Waters) (1931年)
- ライオネル・ハンプトン (1937年)
- グレン・グレイ (Glen Gray) (1937年)
- アニタ・オデイ (1942年)
- エロル・ガーナー (1945年)
- ビリー・エクスタイン (1947年)
- アート・テイタム (1953年)
- セロニアス・モンク (1955年)
- ジュディ・ガーランド - アルバム『Judy』収録 (1956年)
- テッド・ヒース (Ted Heath) (1956年)
- ジョージ・シアリング (1956年)
- ローズマリー・クルーニーとベニー・グッドマン (1956年)
- スタン・ケントン (1957年)
- チャールズ・ミンガス (1957年)
- カウント・ベイシー (1958年)
- アニタ・オデイとジーン・クルーパ (1959年)
- フランク・シナトラ (1961年)
- アル・ハート (Al Hirt) - アルバム『Horn A-Plenty』収録 (1962年)[2]
- エラ・フィッツジェラルド (1964年)
- ウェルナー・ミューラー (1964年)
- ジャッキー・バイアード (1968年)
- ロバート・ワイアット (1982年)
- ビリー・エクスタイン・アンド・ベニー・カーター・ウィズ・ボビー・タッカー (Bobby Tucker) (1986年)
- シャーリー・ホーン (1989年)
- メル・トーメ (1992年)
- テリー・トロッター (Terry Trotter) & クレア・フィッシャー (Clare Fischer) - アルバム『It's About Time』収録 (1993年)
- クレア・フィッシャー - アルバム『The Latin Side』 (1998)、および、『On a Turquoise Cloud』 (2002年)
- バート・ヴァン・デン・ブリンク (Bert van den Brink) & クレア・フィッシャー - ライブ・アルバム『Bert van den Brink Invites Clare Fischer』収録 (2001年)
- ベット・ミドラー (2003年) - のち2010年に再編集アルバム『Memories of You』のタイトル曲とされた